# Cyrtostachys renda
Cyrtostachys renda là loài thực vật có hoa thuộc họ Arecaceae. Loài này được Blume mô tả khoa học đầu tiên năm 1838.

## Hình ảnh

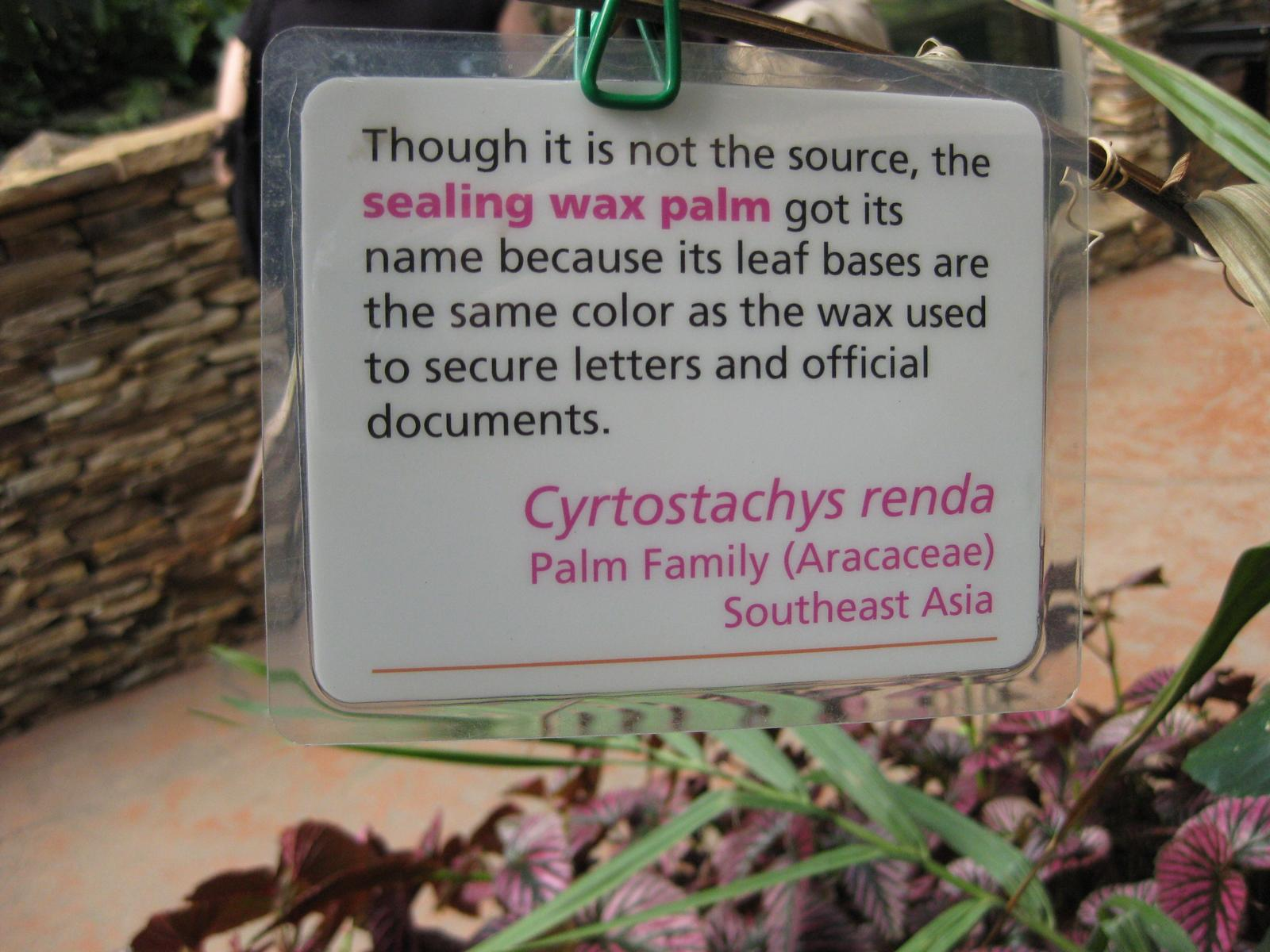
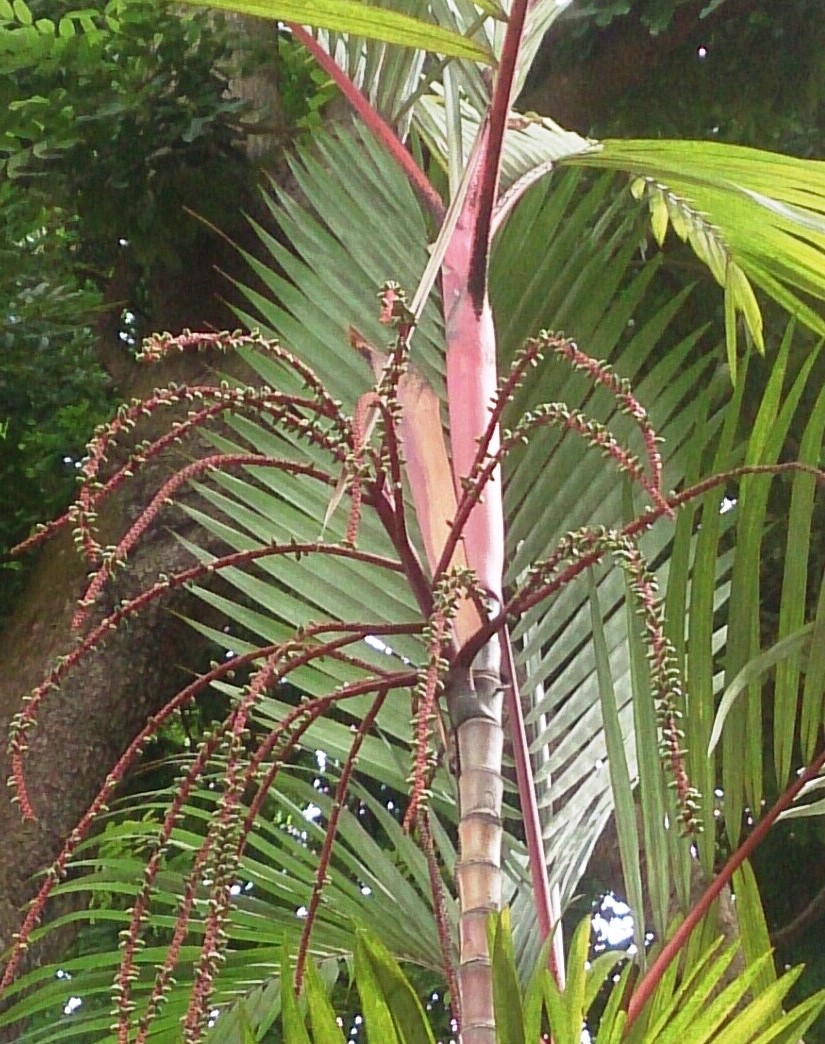
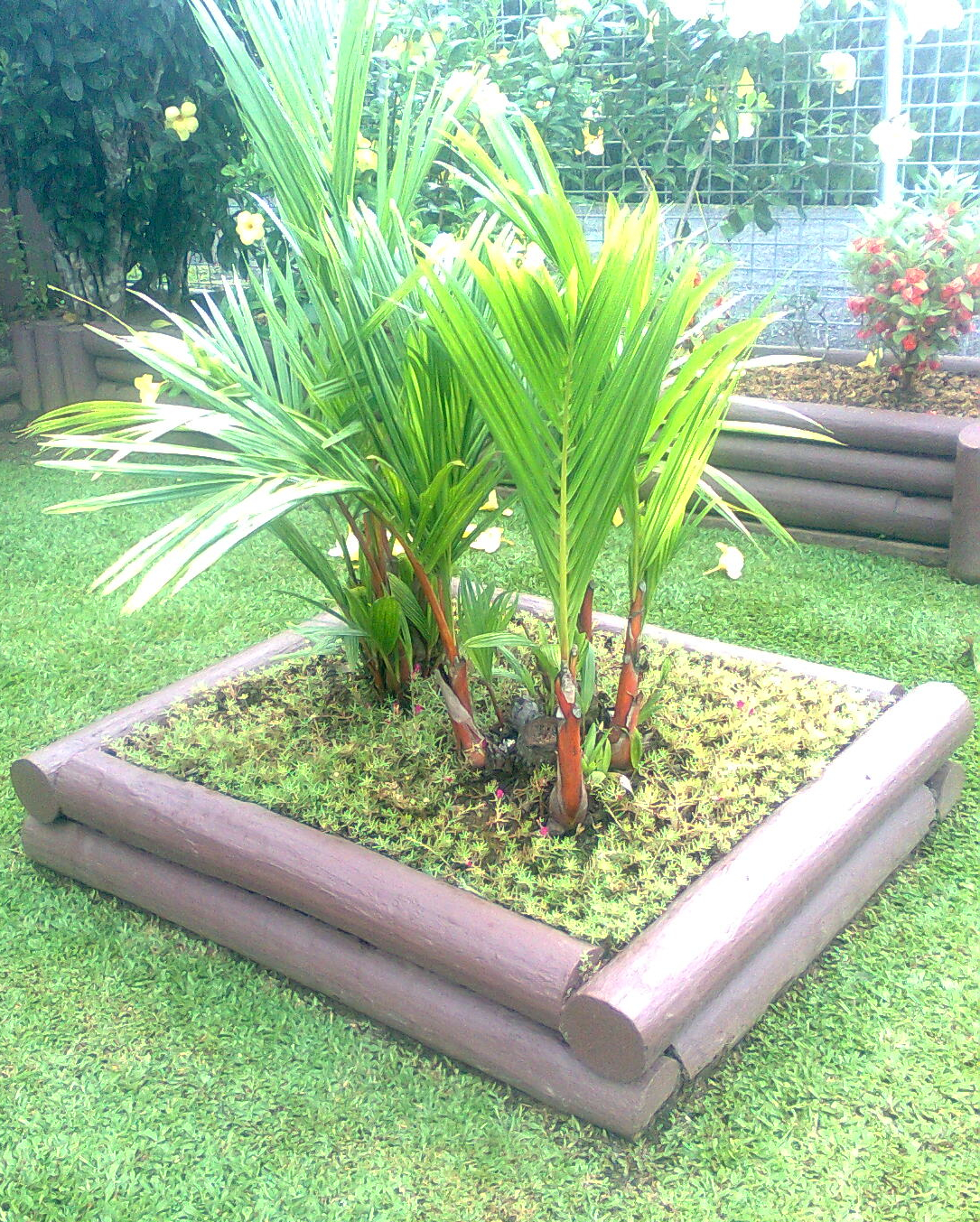
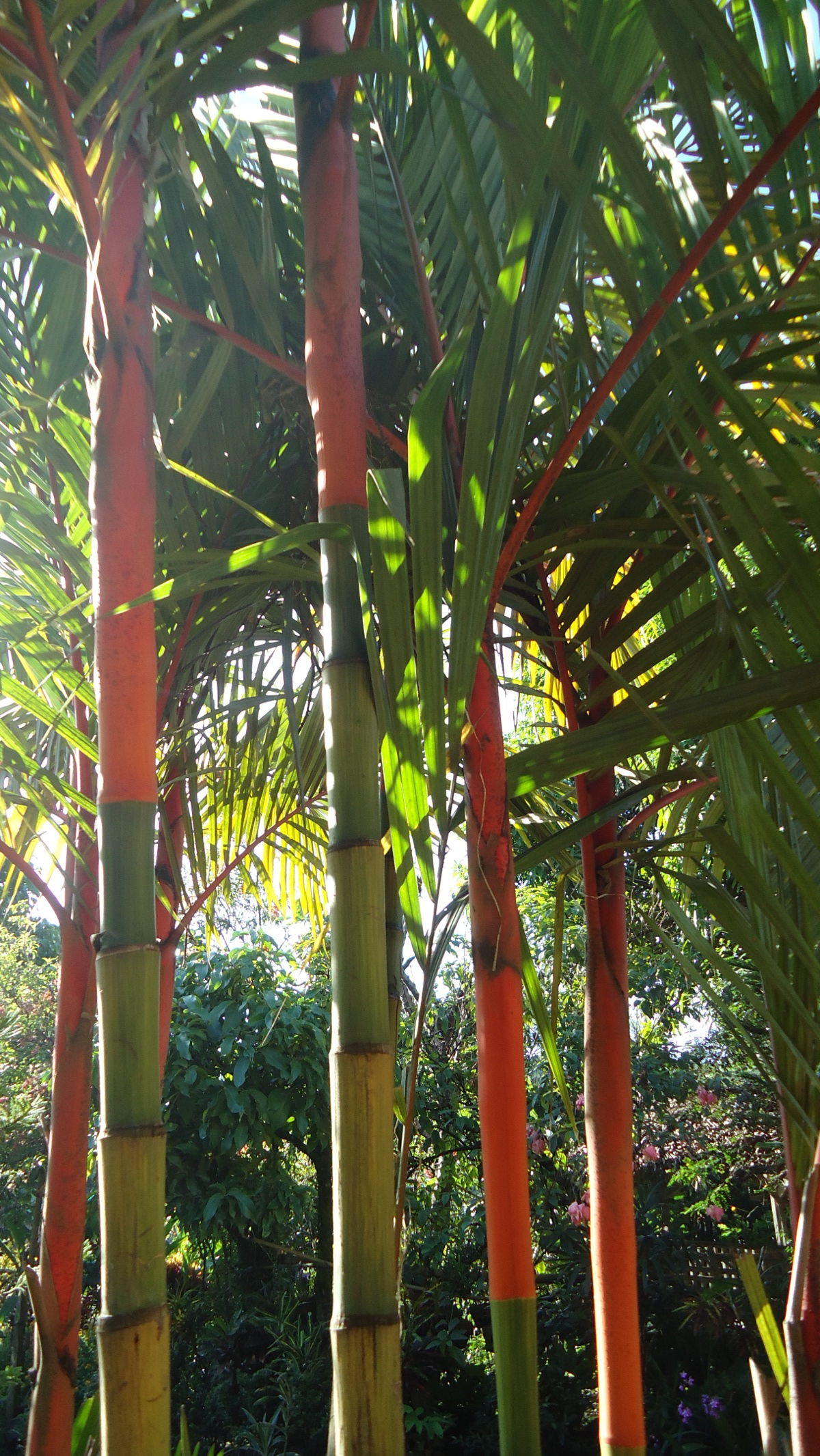